# Nabarzanès
Nabarzanès est l'un des généraux de Darius III, commandant de la cavalerie perse à la bataille d'Issos en 333 av. J.-C..

## Biographie
Après la bataille d'Issos, où il commande des régiments de cavalerie, Nabarzanès se retire avec d'importantes forces de cavalerie en Cappadoce et Paphlagonie et recrute de nouvelles troupes (fin 333/début 332). Il y a donc un risque réel sur les arrières d'Alexandre et ses lignes d'approvisionnement en Anatolie. De plus, il apparait clairement que Darius lève une nouvelle armée. Enfin la flotte perse représente un grand danger en mer Égée. La maîtrise de la côte phénicienne, pouvant lui servir de base arrière, est donc indispensable. C'est pourquoi, délaissant la poursuite de Darius, Alexandre prend la route du sud vers Arados (au nord de la Phénicie) tandis que Parménion est envoyé à Damas où il s’empare des bagages de Darius. Dans le même temps Alexandre nomme un de ses officiers les plus énergiques, Antigone, au commandement de toutes les forces macédoniennes présentes en Anatolie. Celui-ci parvient, avec l'aide de Néarque, à briser la contre-offensive perse au printemps de 332. Nabarzanès s'allie au satrape de Bactriane Bessos pour assassiner Darius après la défaite à Gaugamèles, puis il se retire en Hyrcanie et fait la paix avec Alexandre le Grand, à qui il aurait offert l'eunuque Bagoas.

## Source antique
- Quinte-Curce, L'Histoire d'Alexandre le Grand [lire en ligne].